# Garrey Carruthers

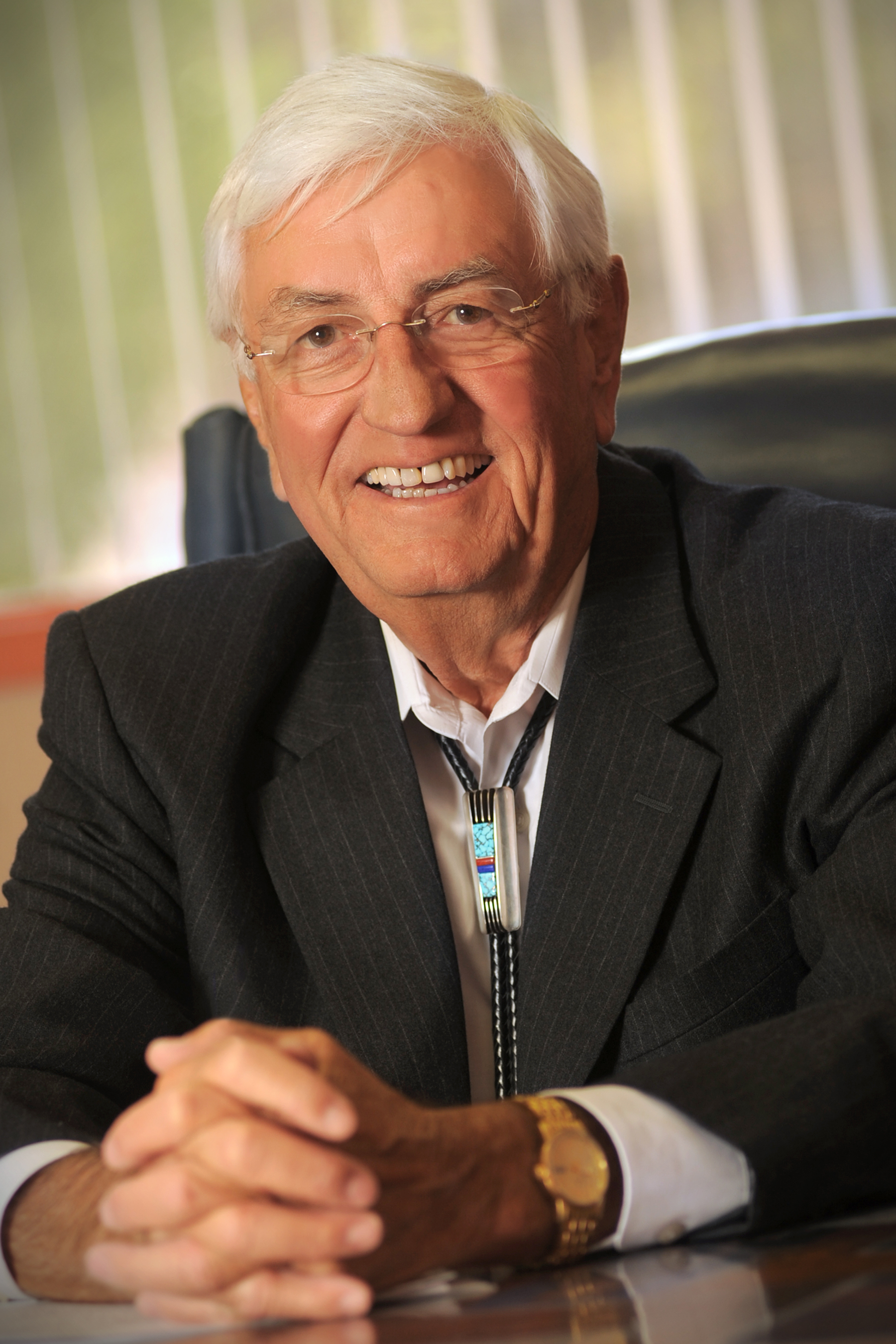
Garrey Carruthers (2013)

Garrey Edward Carruthers (* 29. August 1939 in Alamosa, Colorado) ist ein US-amerikanischer Politiker. Er war von 1987 bis 1991 Gouverneur des Bundesstaates New Mexico.

## Frühe Jahre
Garrey Carruthers wurde in Colorado geboren und wuchs in Aztec (New Mexico) auf. Dort studierte er an der New Mexico State University bis 1965 Landwirtschaft. Anschließend setzte er sein Studium bis 1968 an der Iowa State University fort. Nach Beendigung dieses Studienganges lehrte er selbst das Fach Landwirtschaft an der New Mexico State University.

## Politische Laufbahn
Carruthers ist Mitglied der Republikanischen Partei. Zwischen 1974 und 1975 war er für das US-Landwirtschaftsministerium tätig. Von 1975 und 1978 arbeitete er in New Mexico im Institut zur Untersuchung der Wasservorkommen in diesem Land (Water Resources Research Institute). Zwischen 1977 und 1979 war er außerdem Vorsitzender seiner Partei in New Mexico. Nach dem Wahlsieg von Ronald Reagan und der damit verbundenen Machtübernahme der Republikaner in Washington erhielt Carruthers zwischen 1981 und 1984 eine Anstellung im US-Innenministerium.
Im Jahr 1986 wurde Garrey Carruthers dann zum neuen Gouverneur seines Staates gewählt. Er trat sein neues Amt am 1. Januar 1987 an. Als Anhänger der Todesstrafe führte er diese wieder in New Mexico ein. Sein Vorgänger Toney Anaya, ein Gegner der Todesstrafe, hatte kurz vor Ende seiner Amtszeit noch viele Todesurteile in andere Strafen umgewandelt. Ansonsten verlief seine Amtszeit ohne besondere Ereignisse.

## Weiterer Lebenslauf
Nach dem Ende seiner Amtszeit war Carruthers zwischen 1993 und 2003 Präsident und Vorstandsvorsitzender der „Cimmaron Health Plan“ Krankenversicherung. Seit Juni 2008 ist er im Vorstand der First State Bankcorporation, die hauptsächlich in New Mexico, Colorado, Utah und Arizona geschäftlich tätig ist.